# جوارنری ۱۹۱۸۵
سیارک ۱۹۱۸۵ (به انگلیسی: 19185 Guarneri، نامگذاری:1991TL13) نوزده هزار و صد و هشتاد و پنجمین سیارک کشف شده‌است که در ۴ اکتبر ۱۹۹۱ کشف شد.
قدر مطلق سیارک برابر ۱۴٫۴۰ است.